# Alonso II de Fonseca

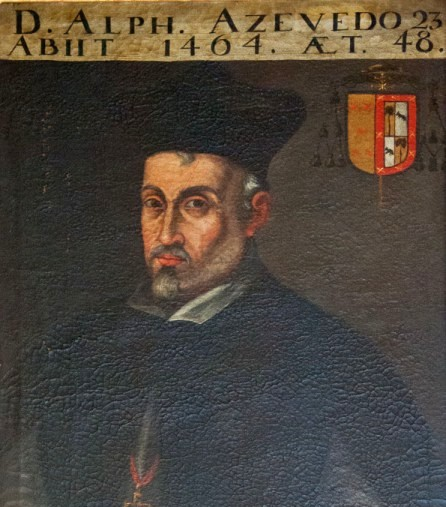
Alonso de Fonseca y Acevedo

Alonso de Acevedo e Fonseca ou Alonso II de Fonseca (Salamanca, 1440 (585 anos) — Santiago de Compostela, 1512) foi arcebispo de Santiago de Compostela entre 1464 até o ano 1506.

## Estância em Sevilha
Aparentado com Alonso I de Fonseca, a maioria dos autores coincidem em que é seu sobrinho, filho de Diego de Acevedo e Catalina de Fonseca. Seu tio ocupou-se de iniciar sua carreira nomeando-o deão do arcebispado de Sevilha, a mais de patrociná-lo para ocupar a mitra compostelana, para a qual foi eleito em 1460.
Não ocupou a Sé imediatamente. Seu tio, Alonso I, que se dirigira a Santiago com o objetivo de pacificar a instável situação em terras galegas,  ocupou o cargo para o qual fora eleito seu sobrinho durante três anos. Alonso II encarregou-se de administrar a sé sevilhana, até que finalmente em 18 de Outubro de 1463, uma missiva do rei Henrique IV obriga a ambos os Fonsecas a ocupar suas respectivas sés. No ano seguinte, produziu-se a ruptura entre ambos os prelados, já que Alonso II unira-se aos  sevilhanos inimigos do seu tio.
A partir do ano 1464, o arcebispo de Santiago viu-se obrigado a agir por sua conta, com a ajuda da sua mãe, Dona Catalina, e de seu irmão e suplente, Luis de Acevedo.

## Arcebispo de Santiago

### Primeiros confrontos

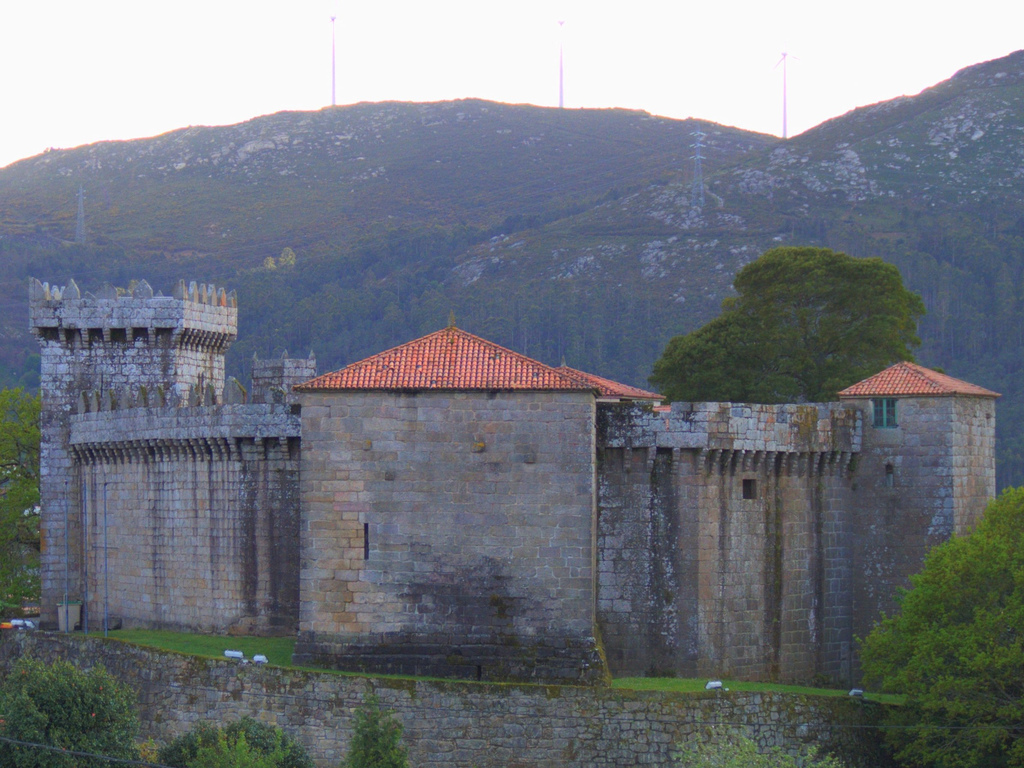
Castelo de Vimianzo onde esteve preso o Arcebispo

Na sua chegada a Santiago, dirigir-se-ia primeiramente ao Castelo da Rocha Forte, onde recebeu a devida homenagem do alcaide da fortaleza, Álvaro Sánchez de Ávila. Ante a violenta resistência que encontrou em Compostela, decidiu fixar sua residência na vila de Noia. Santiago era controlada pela facção capitaneada por Bernal Yáñez de Moscoso, Pertegueiro Maior, e formado por fidalgos e parte do cabido.
No confronto entre ambas as facções, Moscoso prendeu o arcebispo em Noia e manteve-o preso no Castelo de Vimianzo por mais de dois anos . Após isto, a facção de Alonso, sob o comando da sua mãe e seu irmão, fizeram-se fortes na Catedral e em 21 de Julho de 1466 apropriaram-se de parte do tesouro da catedral e apresaram aos capitulares favoráveis ao Pertegueiro. A resposta não se fez esperar, e, no verão desse mesmo ano, ocorre o assédio da Catedral, luta em que os partidários de Fonseca partiam com a vantagem de ter totalmente fortificado o templo. Durante a luta, houve baixas notáveis - entre elas Bernal Yáñez Moscoso.
Os confrontos continuaram por mais seis meses, até a assinatura de um armistício em que o arcebispo vencido  foi liberado em troca da libertação dos cônegos apresados, comprometendo-se a manter-se afastado de Compostela durante dez anos.

### As revoltas Irmandinhas

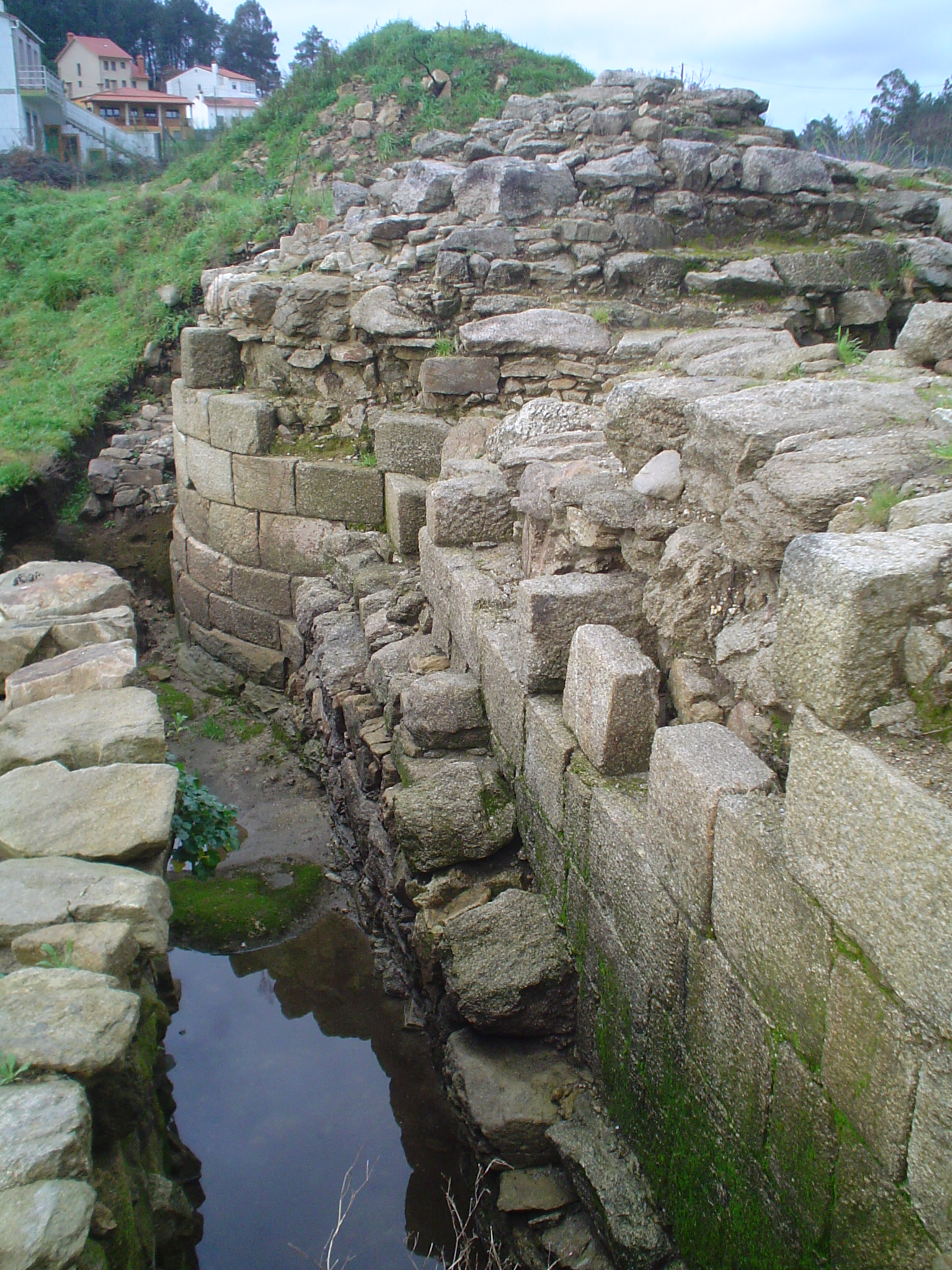
Castelo da Rocha Forte derrubado pelos irmandinhos

Alonso, já livre, não dispôs de muito tempo para refazer-se, pois logo estoura na Galiza a grande revolta irmandinha. Apoiadas no seu início por fidalgos e cabidos, as irmandades começaram uma revolta que resultou em ataque e destruição dos castelos e casas-fortes da nobreza, sendo os domínios do Arcebispado de Santiago um dos mais atingidos. De fato, o arcebispo viu-se obrigado a fugir para Castela, à procura de ajuda, apoio que não obteve, pois o rei Henrique IV não condenou as destruições e ataques e mesmo autorizou a criação da nova irmandade. Ante esta situação pediu ajuda aos seus amigos portugueses, nomeadamente o Duque de Bragança, e apesar dessa ajuda viu-se obrigado a vender o patrimônio recebido do seu pai para formar um exército.
Em acordo com os Zúñiga de Monterrey e os Soutomaior, entra na Galiza e em pouco tempo consegue vencer os revoltosos e recupera seus domínios. Os primeiros esforços dirigiu-os a reconstruir e remodelar as defesas da cidade: a Torre da Praça e a construção de um castelo no Pico Sacro, deixando na ruína, às vezes temporária outras definitiva, os castelos da Rocha Forte, a Rocha Branca de Padrão e as Torres do Oeste, em Catoira.

### Novos confrontos com a nobreza
Uma vez apagadas as revoltas irmandinhas, as velhas rixas voltaram a acender-se. No ano de 1470, Alonso e a Marquesa de Astorga estabeleceram um acordo para impor sua lei à nobreza galega, ao que esta respondeu em 20 de fevereiro de 1471 desde o Mosteiro de Carboeiro, desafiando o arcebispo. Ante esta situação, o rei instou a arbitrar o conflito ao Adiantado Maior Juan de Pareja, mas este foi capturado por Luis de Acevedo. A maioria da nobreza galega une-se, então, dirigida pelos Moscoso e pelos Soutomaior, contra o arcebispo.
Ao mesmo tempo, em  Castela, começava uma guerra de sucessão, com a proclamação de Isabel a Católica como rainha, no fim de 1474.
Em 1475, o arcebispo, com o apoio do Cabido, inclinou-se pelos partidários de Isabel, enquanto o Conde de Caminha, Pedro Álvarez de Soutomaior, inclinou-se pela Beltraneja e a monarquia portuguesa, ficando o resto da nobreza galega na expectativa, sem inclinar-se por nenhum dos dois lados, à espera de acontecimentos. Este pronto apontamento à partida isabelina valeu-lhe para que a monarca condenasse a ocupação da catedral, das fortalezas de Rocha Branca, Cira e Pico Sacro e das vilas de Muxía e Malpica, que mantinham seus inimigos, especialmente Lope Sánchez de Moscoso e Pedro Madruga, a quem negava os títulos de Visconde de Tui e Marechal de Baiona e as rendas sobre Pontevedra, Redondela e Vigo.
Por volta de outubro de 1476, a lide estava-se a inclinar claramente por Isabel, e Alonso estava a obter seus maiores sucessos militares. Iniciou então uma série de campanhas conseguindo desalojar os Soutomaior de Pontevedra e Baiona. Durante as refregas, produziu-se a captura de Pedro Álvarez de Soutomaior, e as partes acordaram trocá-lo por Luis Pimentel, em 9 de Julho de 1478.

### A reforma dos Reis Católicos - A Idade Moderna na Galiza

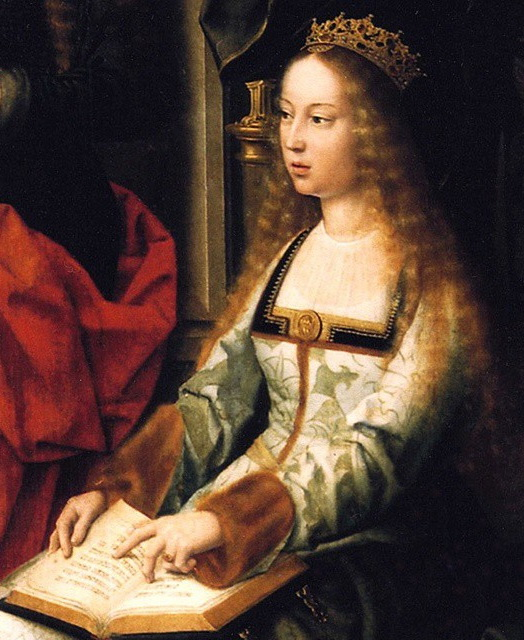
Isabel a Católica a que apoiaram os Fonseca e com a que teve confrontos pela gestão do poder dos seus representantes

Ao mesmo tempo os Reis Católicos estavam a instaurar um novo sistema de gestão do poder com a criação da Audiência Real do Reino da Galiza, composta por um Governador e dois Prefeitos Maiores, e com um corpo armado como instrumento para garantir a ordem pública, a Santa Irmandade. Diante disso produziu-se de novo uma divisão na nobreza galega. O Arcebispo de Santiago, o Conde de Lemos, Pedro Álvarez Osório, e os Andrade apoiaram a nova irmandade. Mas a maioria da nobreza recusou-a, oferecendo-lhe ao novo governador, em 4 de outubro de 1477, e propondo que o estamento nobiliário fosse o encarregado de garantir a ordem pública. Finalmente em 18 de fevereiro de 1480, instituiu-se a Santa Irmandade.
Com este novo sistema, produz-se a fim de uma época - a Idade Média da Galiza senhorial e dos caudilhos militares - e começa a Idade Moderna, onde o controlo régio sobre o território vai ser muito efetivo. A morte de um estilo de vida é simbolizada pela morte do arquetípico nobre galego Pedro Madruga, que perseguiu ativamente o prelado compostelano e que, com a ajuda dos seus aliados, no verão de 1477, foi expulso de todas as suas praças fortes e encurralado na sua fortaleza mais segura - a Fortaleza de Salvaterra.
Logo entendeu Alonso que o novo poder ia ser mais agressivo e danoso aos seus interesses. O poder real começou por ocupar as fortalezas e controlar os concelhos no nome do rei, incluindo as catedrais, já que então estas se encontravam ameadas. Os confrontos não se fizeram esperar. No verão de 1480, o Governador Fernando de Acunha, com a ajuda de nobres galegos, cercou a Catedral santiaguesa.
Os nobres galegos chegavam a acordos e alianças com o novo representante do poder real; os concelhos iam aceitando as disposições do novo governador. A relação entre a Coroa e o Arcebispo caracterizou-se por uma série de fricções contínuas e confrontos, como o assalto à cidade de Santiago, em 1493, pelos Prefeitos Maiores, ante a negativa do arcebispo de que exercessem jurisdição na cidade no nome dos reis, já que defendia que o senhorio da Igreja de Santiago era originário e patrimonial e não feudo dos reis. Isto fez com que a rainha instasse ao prelado para que rendesse contas à Corte, situação da qual se sai bem, em grande parte graças à importante contribuição econômica que fizera para financiar a Guerra de Granada.
Os confrontos continuaram a se suceder durante o resto do seu mandato, como o ocorrido com a Audiência da Galiza, em 1503.

## Legado e descendência
Durante seu governo arcebispal, realizaram-se muitas obras na Catedral, com a promoção do Cabido, corporação em muitos momentos oposta ao arcebispo e à qual tratava com muita autoridade, contando-se entre seus membros seu inimigo Diego de Muros III. Em 1505, aportou um milhão de maravedis para a obra do claustro da catedral.
Também fundou e dotou de Constituições (entre 1493 e 1515) o Convento de Santa Úrsula de Salamanca, pertencente à Terceira Ordem Regular de São Francisco, e em cuja igreja mandou construir seu mausoléu, onde foi enterrado.
Teve dois filhos com Maria de Ulloa, irmã de Sancho de Ulloa, Conde de Monterrei:
- Alonso, clérigo e arquidiácono de Cornado na Igreja de Santiago.
- Diego, que se casou com Francisca de Zúñiga, herdeira dos morgados de Monterrei e Ulloa, pelo que herdou a fortuna dos Zúñiga de Monterrei. À sua morte terminou conseguindo tornar seu neto, Alonso de Acevedo e Zúñiga, Conde de Monterrei e, ao mesmo tempo, situá-lo numa boa situação na nobreza cortesã.

A Alonso insolitamente promoveu-o diretamente para ocupar o Arcebispado de Santiago, como Alonso III de Fonseca, feito muito pouco ortodoxo que, com o apoio de Fernando o Católico, terminou por ser aprovada pelo papa Júlio II. Entre ambos os mandatos estabeleceu-se um mandato de transição na figura do Arcebispo Pedro Luis de Borja (sobrinho do papa Borgia, Alexandre VI), entre 28 de Agosto e 23 de Outubro de 1507, com o fim de salvar a proibição de que um filho sucedesse ao pai numa cadeira episcopal. Alonso II manteve o título honorífico de Patriarca de Alexandria e retirou-se a governar suas posses desde Salamanca, onde teria um confronto verbal com o Cardeal Francisco Jiménez de Cisneros.